# Trauco

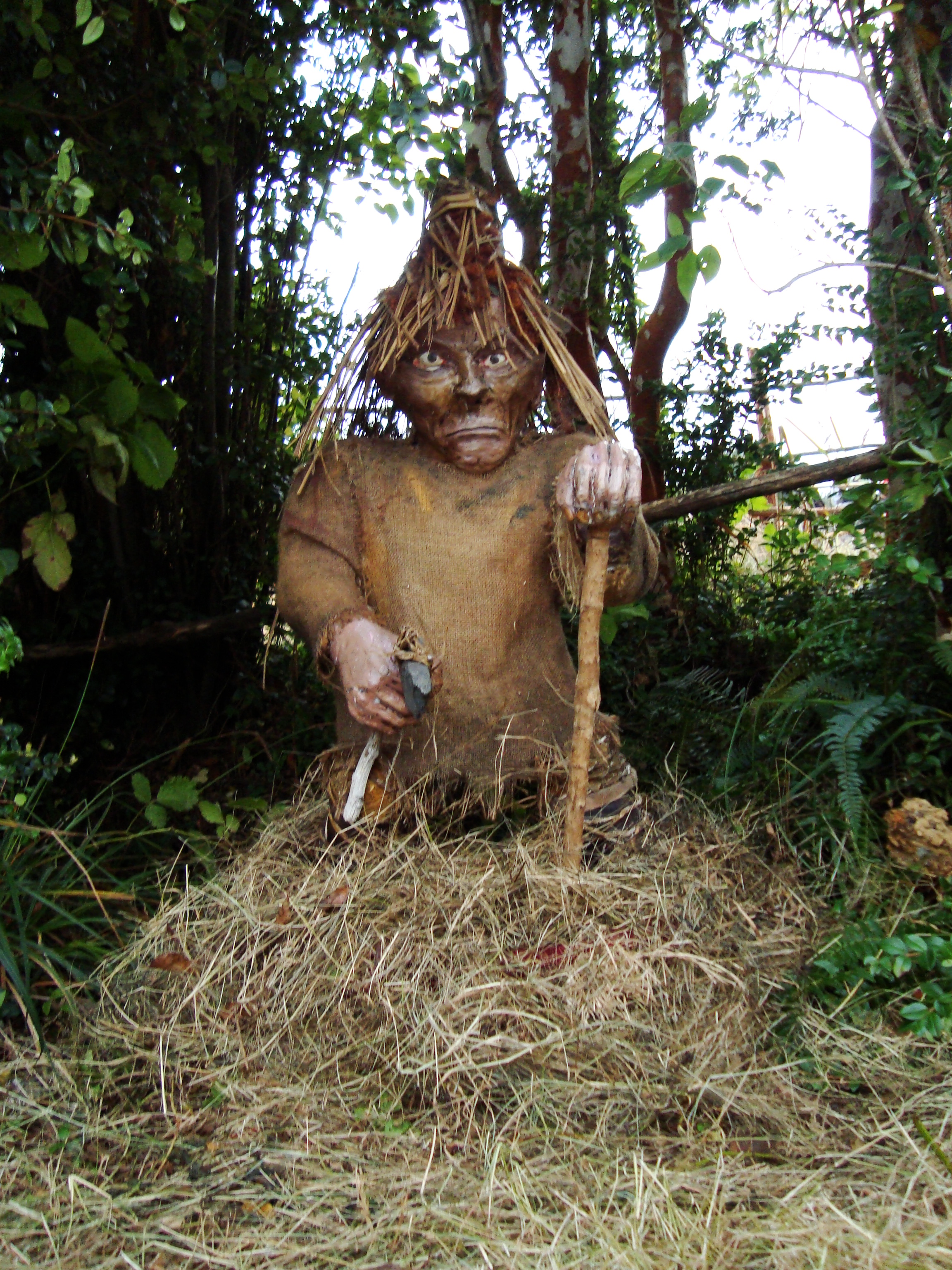
Trauco (sculpture)

Le Trauco, Trauko ou Thrauco est une créature de la mythologie chilote. 

## Légende
Le Trauco est une créature anthropomorphe de petite taille, avec des jambes sans pieds, semblable à un nain ou gobelin, qui vit dans les forêts profondes de Chiloé. Selon le mythe, la femme du Trauco est la méchante et laide Fiura.
Il a un magnétisme puissant qui attire les femmes, jeunes et d'âge moyen (comme un incube). La femme qui est choisie par le Trauco ne peut résister à l'attrait magique, et donc se soustraire à avoir des relations avec lui. Le Trauco est parfois invoqué pour expliquer les grossesses non désirées ou subites, surtout chez les femmes non mariées.
Les hommes de Chiloé craignent le Trauco, dont le regard peut être mortel.